# Lake Disappointment
Lake Disappointment – słone jezioro okresowe na północno-zachodnim krańcu Pustyni Gibsona w zachodniej Australii. 
Swoją nazwę zawdzięcza podróżnikowi Frankowi Hannowi, który przybył tu w 1897 roku szukając słodkiej wody i ku swojemu zawodowi (ang. disappointment) odkrył słone jezioro. 
Akwen jest domem dla wielu gatunków ptaków wodnych.